# Hedyotis trichoneura
Hedyotis trichoneura är en måreväxtart som beskrevs av Arthur Hugh Garfit Alston. Hedyotis trichoneura ingår i släktet Hedyotis och familjen måreväxter. Inga underarter finns listade i Catalogue of Life.